# Nixéville-Blercourt
Nixéville-Blercourt è un comune francese di 452 abitanti situato nel dipartimento della Mosa nella regione del Grand Est.

## Società

### Evoluzione demografica
Abitanti censiti